# Osteochondrosis intervertebralis
Die Osteochondrosis (inter)vertebralis (von lateinisch vertebra „Wirbel“, manchmal auch nur vereinfacht Osteochondrose genannt) ist eine Verschleißerkrankung der Wirbelsäule. Betroffen sind der Knochen („osteo“) der Wirbelkörper und der Knorpel („chondro“) der Bandscheiben – sie ist also eine Form der Osteochondrose. Es bilden sich Ausziehungen (Spondylophyten) an den Wirbeln. Die Bandscheiben verändern ihre Elastizität und Form. Die hiermit einhergehende Höhenminderung der Zwischenwirbelräume führt zu einem Verschleiß der Wirbelbogengelenke (Spondylarthrose, Facettengelenksyndrom).

## Ursachen
Ein Verschleiß der Wirbelsäule tritt beim Menschen regelmäßig im Alter auf. Bedingt wird er durch die statische Belastung bei aufrechtem Gang und durch die hohe Lebenserwartung. Übergewicht und sonstige unangemessene Belastungen beschleunigen das Auftreten der Osteochondrose.

## Diagnostik

### Klinische Zeichen
Die Osteochondrose bleibt oft klinisch stumm, das heißt, sie macht keine Beschwerden. Die Formveränderungen der Wirbelkörper und der Bandscheibe können aber zu einer Verengung des Rückenmarkkanals (Spinalstenose) oder am Austritt der Nerven aus der Wirbelsäule (Neuroforamina) führen. Das führt dann zu Schmerzen im Versorgungsgebiet des betroffenen Nervs, beispielsweise im Sinne der Ischialgie. Die Höhenminderung der Bandscheibe irritiert zudem das Gefüge der Wirbelgelenke, was ebenfalls Schmerzen auslöst.

Eine Aktivierung der Osteochondrose kann – analog zu den Arthrose-Schmerzen an den Extremitätengelenken – sehr heftige, tiefsitzende Rückenschmerzen verursachen. Hier muss differentialdiagnostisch an ein infektiöses (Spondylodiszitis) oder an ein rheumatisches Geschehen (Spondyloarthritis) gedacht werden, was durch entsprechende Laboruntersuchungen geklärt werden kann. 

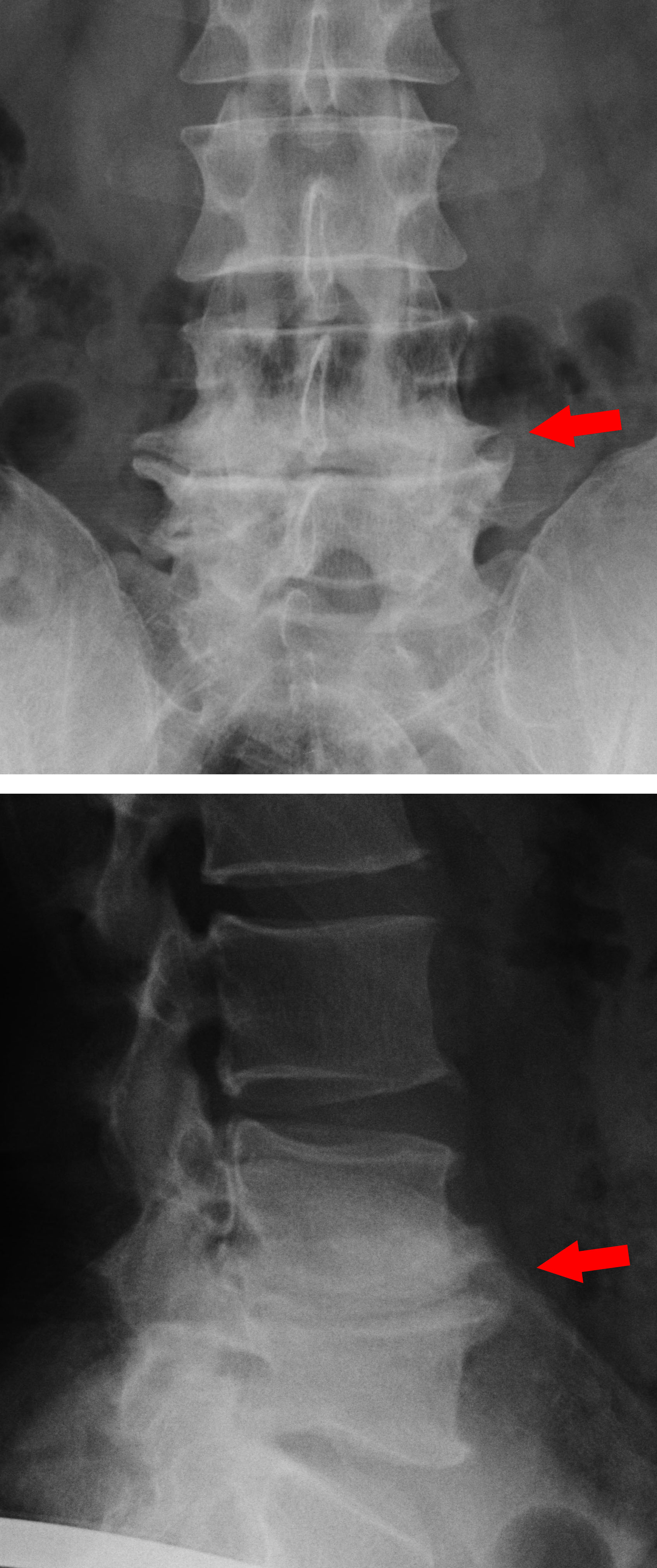
Osteochondrose zwischen dem 4. und 5. Lendenwirbel

### Bildgebende Verfahren
Die Formveränderung der Wirbelkörper im Sinne der Spondylophyten (Spondylose) und die Minderung des Zwischenwirbelraums durch Höhenverlust der Bandscheiben sind im konventionellen Röntgenbild gut sichtbar. Auch der Verschleiß der Wirbelbogengelenke (Spondylarthrose) zeigt sich hier deutlich.
Eine genauere Einschätzung erlaubt die Durchführung einer CT-Untersuchung oder eines MRT. Hier können frühe Stadien der Osteochondrose, nämlich eine vermehrte Durchblutung des Knochenmarks nahe der Deckplatten der Wirbelkörper, von den später eintretenden Umwandlung dieses Gewebes, die „fettige Degeneration“, unterschieden werden. In der Radiologie werden anhand der Modic-Klassifikation verschiedene drei Stadien unterteilt.

## Therapie
Die Osteochondrose der Wirbelsäule kann (wie jede Form von Arthrose) nicht rückgängig gemacht werden.

### Konservativ
Bei akuten Beschwerden wird zunächst symptomatisch behandelt. Hier kommt Physiotherapie (zum Beispiel Stufenbettlagerung, Wärme, Massage, Streckbehandlung, Reizstrom, Gymnastik, Training der Rückenmuskulatur) zur Anwendung. Unterstützt werden kann mit Medikamenten wie Schmerzmitteln (Analgetika), entzündungshemmenden Medikamenten (Antiphlogistika), Muskel entspannenden Medikamenten (Muskelrelaxanzien). Eine weitere Therapieoption stellt die Verordnung einer Orthese/Bandage (Mieder) dar. Bei Adipositas ist eine Gewichtsreduktion sinnvoll.

### Operativ
Bei ausgeprägten (konservativ therapieresistenten) Schmerzen oder beim Auftreten von Ausfallserscheinungen der Nerven im Wirbelkanal (Spinalkanalstenose) kann ein operativer Eingriff notwendig werden.